# Arhopala cardoni
Arhopala cardoni är en fjärilsart som beskrevs av Corbet 1941. Arhopala cardoni ingår i släktet Arhopala och familjen juvelvingar. Inga underarter finns listade i Catalogue of Life.